# Dragones de la Guardia Imperial
Los Dragones de la Guardia Imperial (Dragons de la Garde Impériale) era una unidad de caballería pesada formada por Napoleón I mediante el decreto del 15 de abril de 1806. Los regimientos de "dragones" de la línea se habían distinguido en la Campaña Alemana de 1805, y por lo tanto Napoleón decidió reorganizar la Caballería de la Guardia y crear dentro de ella un regimiento de guardias de dragones. Este regimiento fue conocido coloquialmente como Dragons de l'Impératrice (Dragones de la Emperatriz), en honor a la Emperatriz Josefina. Tras la Restauración Borbónica, fueron rebautizados como Corps royal des Dragons de France (Cuerpo Real de Dragones de Francia), pero fueron disueltos poco después. Los Dragones de la Emperatriz fueron reformados durante el Segundo Imperio (1852-1870).

## Composición
El regimiento estaba compuesto por tres escuadrones, encabezados por 60 oficiales seleccionados personalmente por Napoleón. La primera escuadra debía tener 296 hombres y estar compuesta por "vélites", mientras que las otras dos eran escuadras regulares de 476 jinetes. Para completar esta nueva unidad, cada uno de los 30 regimientos de la línea de dragones proporcionó 12 hombres, cada uno con 10 años de servicio; los regimientos de brigada, chasseur y línea de dragones proporcionaron los sous-officiers (suboficiales).
El número de efectivos se elevó a 1269 en 1807 con la adición de dos nuevos escuadrones, y el 9 de diciembre de 1813, fue adscrita al 3er regimiento de éclaireurs de la Guardia.

## Campañas

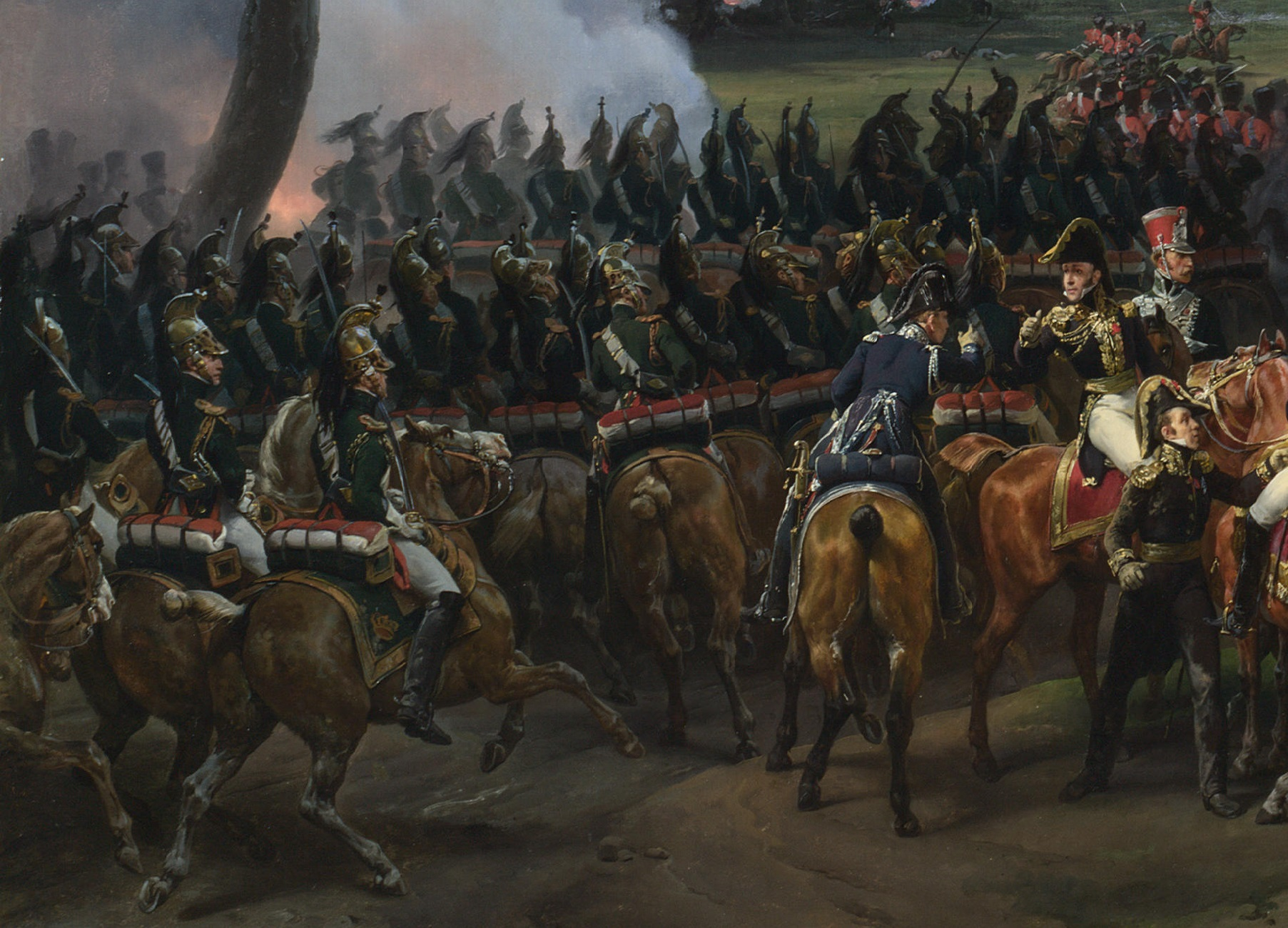
Dragones Imperiales en la Batalla de Hanau

Los Dragones de la Guardia Imperial se distinguieron en la batalla de Friedland (1807), y en la batalla de Wagram (1809). Sufrieron grandes pérdidas en la batalla de Maloyaroslavets y en la batalla de Berezina (1812). Participaron en las batallas de Leipzig y Hanau (1813) y capturaron 18 cañones en la batalla de Saint-Dizier (1814). Su última batalla fue la carga del Mariscal Ney en Waterloo (1815)

## Uniforme
El uniforme y el armamento de los dragones era el mismo que el de los Granaderos a Caballo de la Guardia, sólo que en verde en lugar de azul, y (en lugar del capó à poil) un yelmo de cobre con una melena colgante al estilo neogriego de Minerva, con un penacho rojo.

Los trompetas llevaban una túnica azul claro con solapas blancas y espaldas y cuello carmesí. La melena de sus cascos era blanca y el penacho era azul claro. Montaban caballos grises. También tenían un uniforme blanco para el desfile, que consistía en un abrigo blanco con solapas azul claro y cuello forrado en oro.

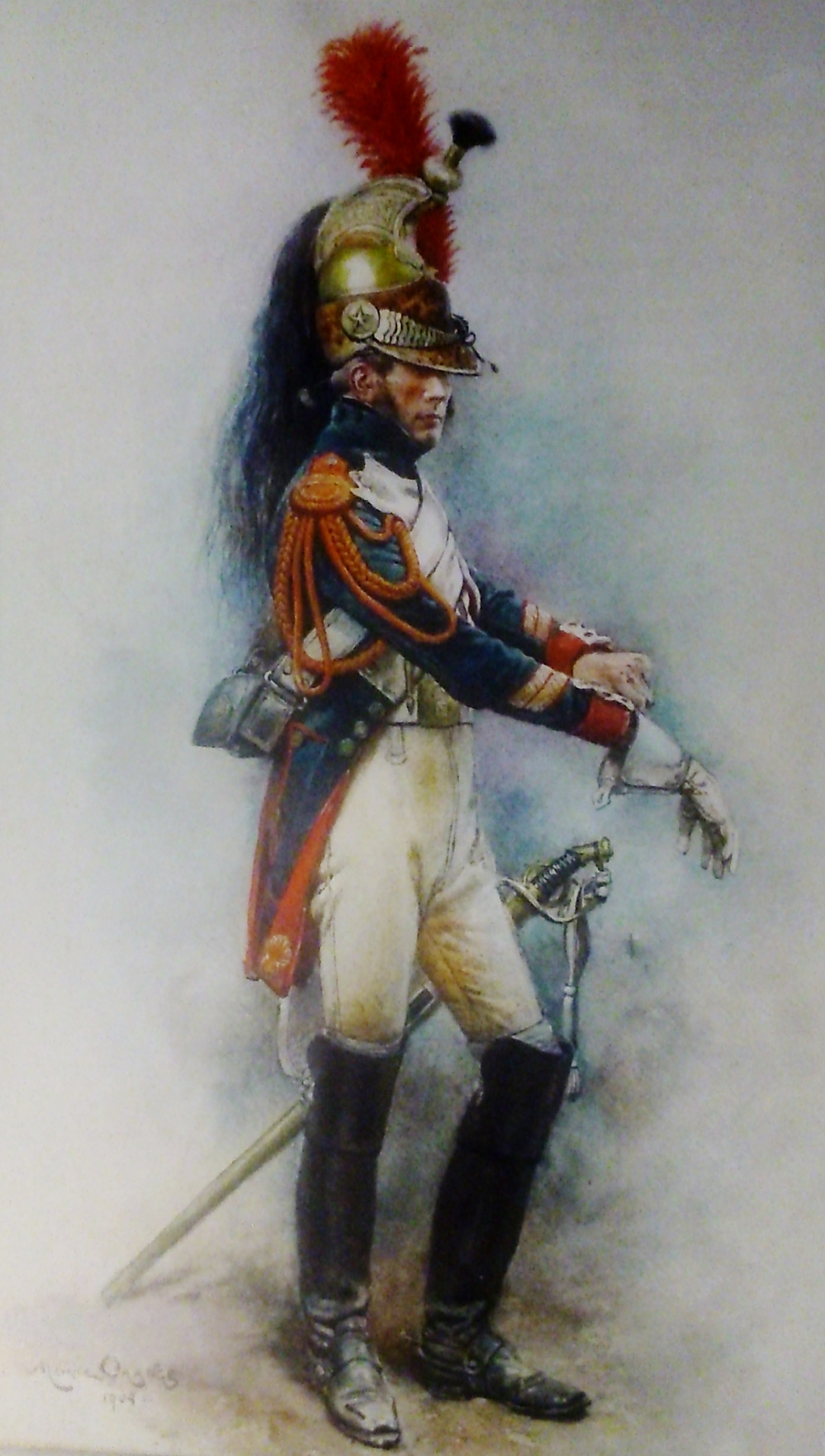
Maréchal des logis (sargento de caballería) de la Guardia de Dragones
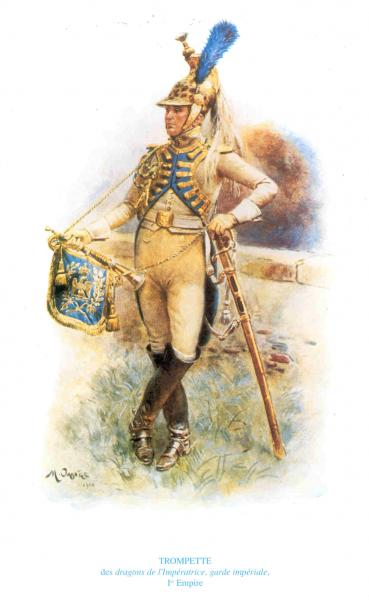
Trompeta en vestido de desfile
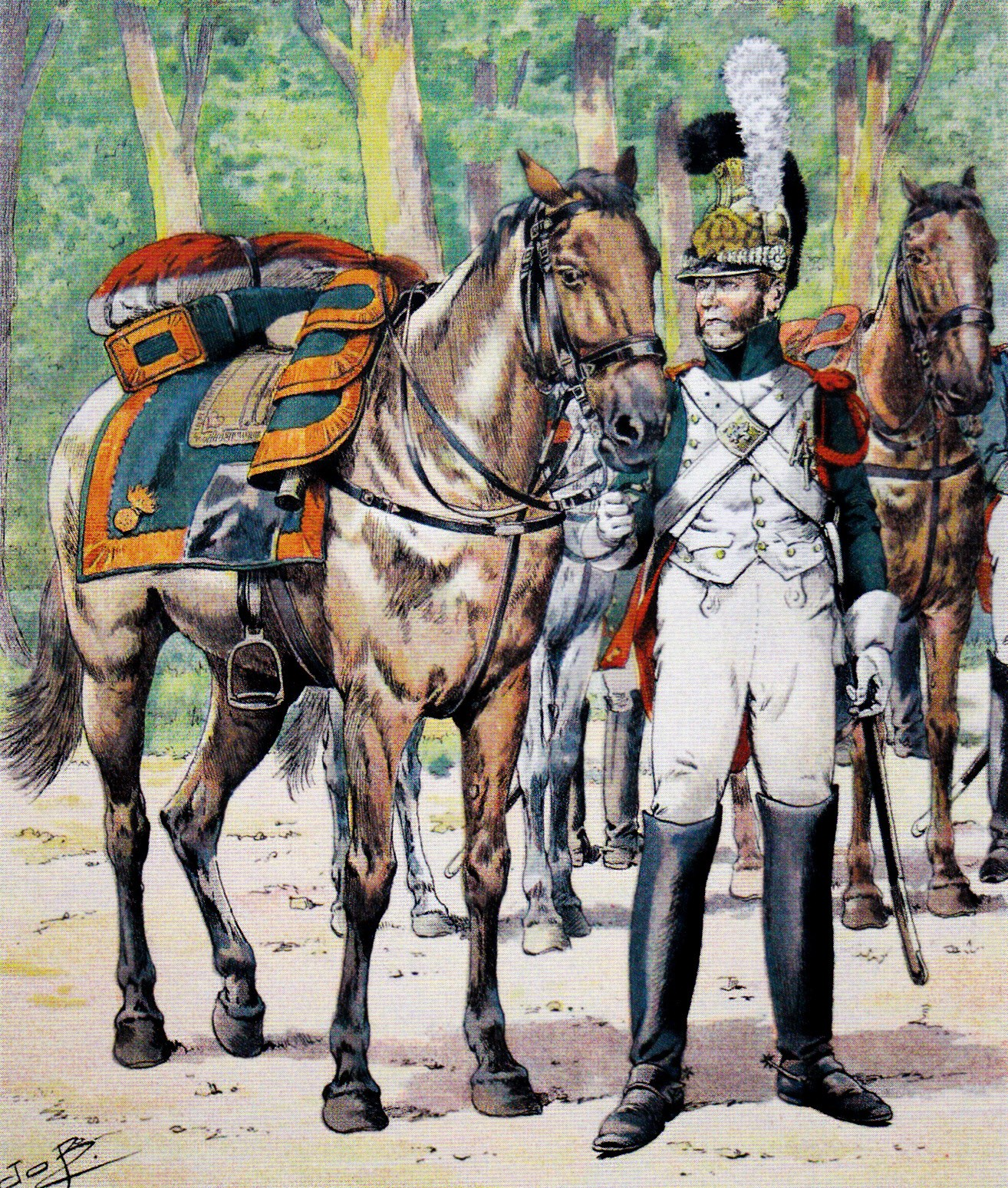
Dragón del Corps royal des dragons de France durante la Restauración Borbónica
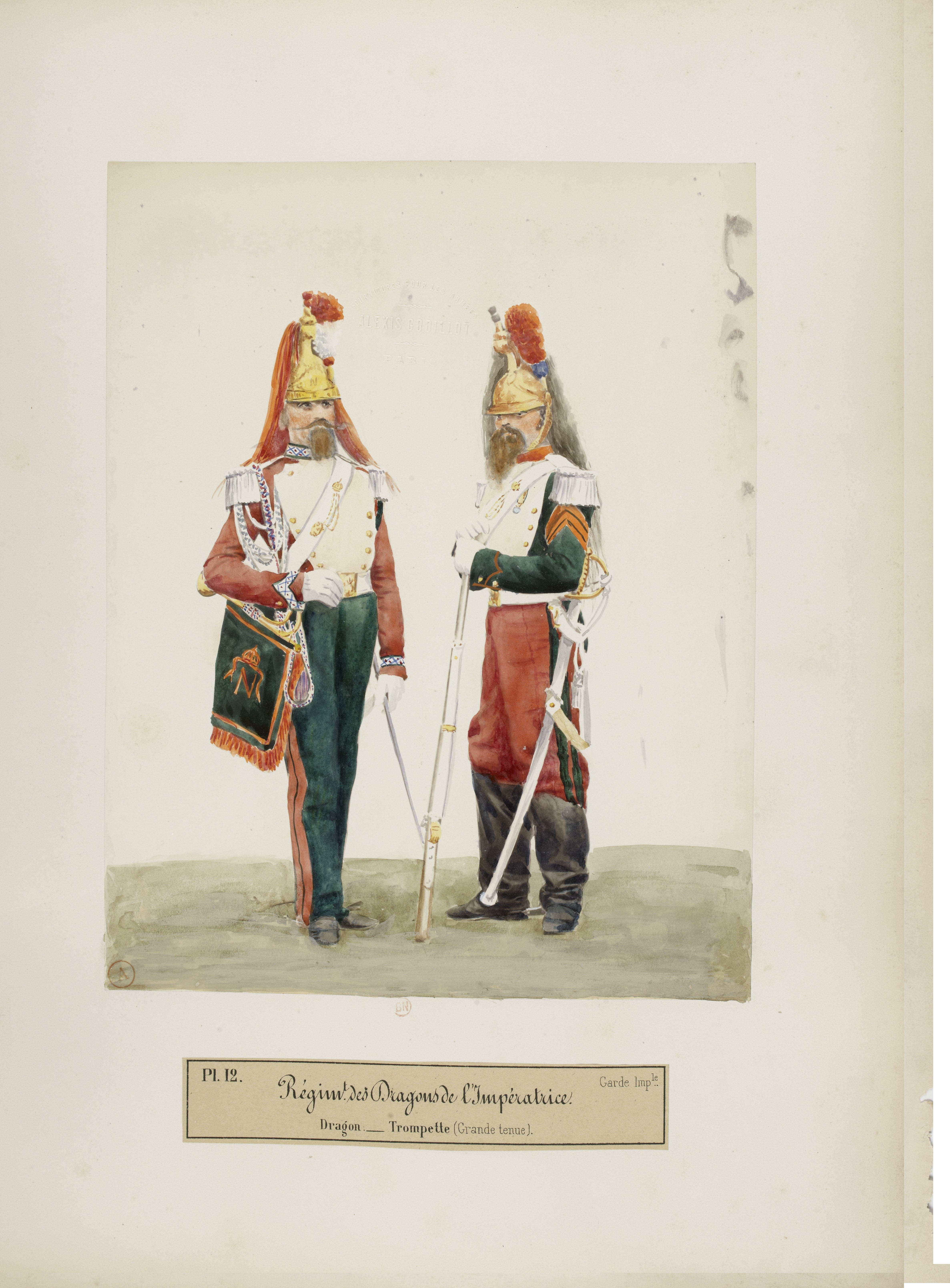
Trompeta (izquierda) y Dragón de la Emperatriz(derecha) durante el Segundo Imperio Francés

Los Dragones de la Guardia llevaban abrigos verdes con solapas blancas y repuestos rojos. También llevaban atuendos de color naranja claro y charreteras. Llevaban cascos de latón con una larga melena negra, un turbante simulado de piel de leopardo y un penacho rojo. Montaban caballos castaños.